# Buru (lud)
Buru – grupa etniczna zamieszkująca wyspę Buru, w archipelagu Moluków we wschodniej Indonezji. Ich populacja wynosi 35 tys. osób. Sami określają się różnymi nazwami: geb fuka – „ludność górska”, geb fuk Buru – „ludność góry/wyspy Buru”, geb emliar – „ludzie ziemi”.
Posługują się własnym językiem buru z wielkiej rodziny austronezyjskiej. W użyciu są także języki malajski amboński i indonezyjski. Język buru wykazuje znaczne rozdrobnienie dialektalne . Wyspa Buru, zwłaszcza w rejonie nadbrzeżnym, zamieszkiwana jest także przez ludność napływową (Galela, Sula, Buton, Jawajczycy). W niektórych częściach wyspy ludność Buru stanowi mniejszość i wchodzi w interakcje z różnymi grupami etnicznymi. Na tych obszarach rodzimy język został w dużym stopniu wyparty przez malajski amboński.
Mieszkańcy Buru wyznają protestantyzm lub islam w odmianie sunnickiej. Etniczna ludność Buru przeważnie deklaruje przynależność do chrześcijaństwa, a ludność napływowa (m.in. Sula i Buton na wybrzeżach północnym i zachodnim) to w dużej mierze muzułmanie. We wnętrzu wyspy odnotowano obecność wierzeń tradycyjnych. Rodzime wierzenia Buru obejmują kulty duchów i przodków. Historycznie islam rozprzestrzeniał się z powodu dominacji Sułtanatu Ternate na Molukach. Niemniej rdzenni mieszkańcy wnętrza wyspy prawie w zupełności oparli się wpływom Ternate.
Dzielą się na szereg grup regionalnych i dialektalnych, w tym Wae Sama, Masarete, Rana i Fogi. Północna grupa Lisela jest stosunkowo odrębna pod względem cech językowych. Wiele osób z ludu Buru (zwłaszcza Masarete) zamieszkuje również miasto Ambon, Dżakartę, a także Holandię. Ludność Masarete została najsilniej poddana wpływom chrześcijaństwa i edukacji. W środowiskach mieszanych wśród etnicznej ludności Buru przyjął się islam. Muzułmańscy Buru zamieszkują obszar nadbrzeżny, od północnych i wschodnich wybrzeży wyspy, aż po rejon zatoki Namrole na południu. Ludność Buru rzutowała na etnogenezę ludu Kayeli. 
Do tradycyjnych zajęć Buru należą: rolnictwo tropikalne (ryż, proso, maniok, bataty), łowiectwo (dziki, jelenie, kuskusy), hodowla psów i kur. Od XIX do XX w. byli zaangażowani w produkcję olejku kajeputowego i kopry. Istotną rolę odgrywa sago. Podstawę organizacji społecznej w górach tworzy lokalizowany ród patrylinearny (fena), na wybrzeżu – społeczność sąsiedzka (negri). Funkcjonuje system klanów i egzogamia, czyli zwyczaj zawierania małżeństw poza własnym klanem. Małżeństwo ma charakter patrylokalny.